# Saint-Georges-de-Reneins
Saint-Georges-de-Reneins es una comuna francesa situada en el departamento de Ródano (69), de la región de Auvernia-Ródano-Alpes. Pertenece a la comunidad de aglomeración Villefranche-Beaujolais-Saône

## Demografía
| 2 359 | 2 709 | 2 982 | 3 189 | 3 509 | 3 832 | 3 967 | 4 196 | 4 359 |
| Para los censos de 1962 a 1999 la población legal corresponde a la población sin duplicidades (Fuente: INSEE [Consultar]) |       |       |       |       |       |       |       |       |